# Anna Tomaszewicz-Dobrska
Anna Tomaszewicz-Dobrska, född 1854, död 1918, var en polsk läkare.
Hon blev 1877 den första kvinnliga läkaren i sitt land. 